# Brygidki (więzienie)
Brygidki – potoczna nazwa więzienia we Lwowie przy ul. Kazimierzowskiej (obecnie Horodocka).

## Historia

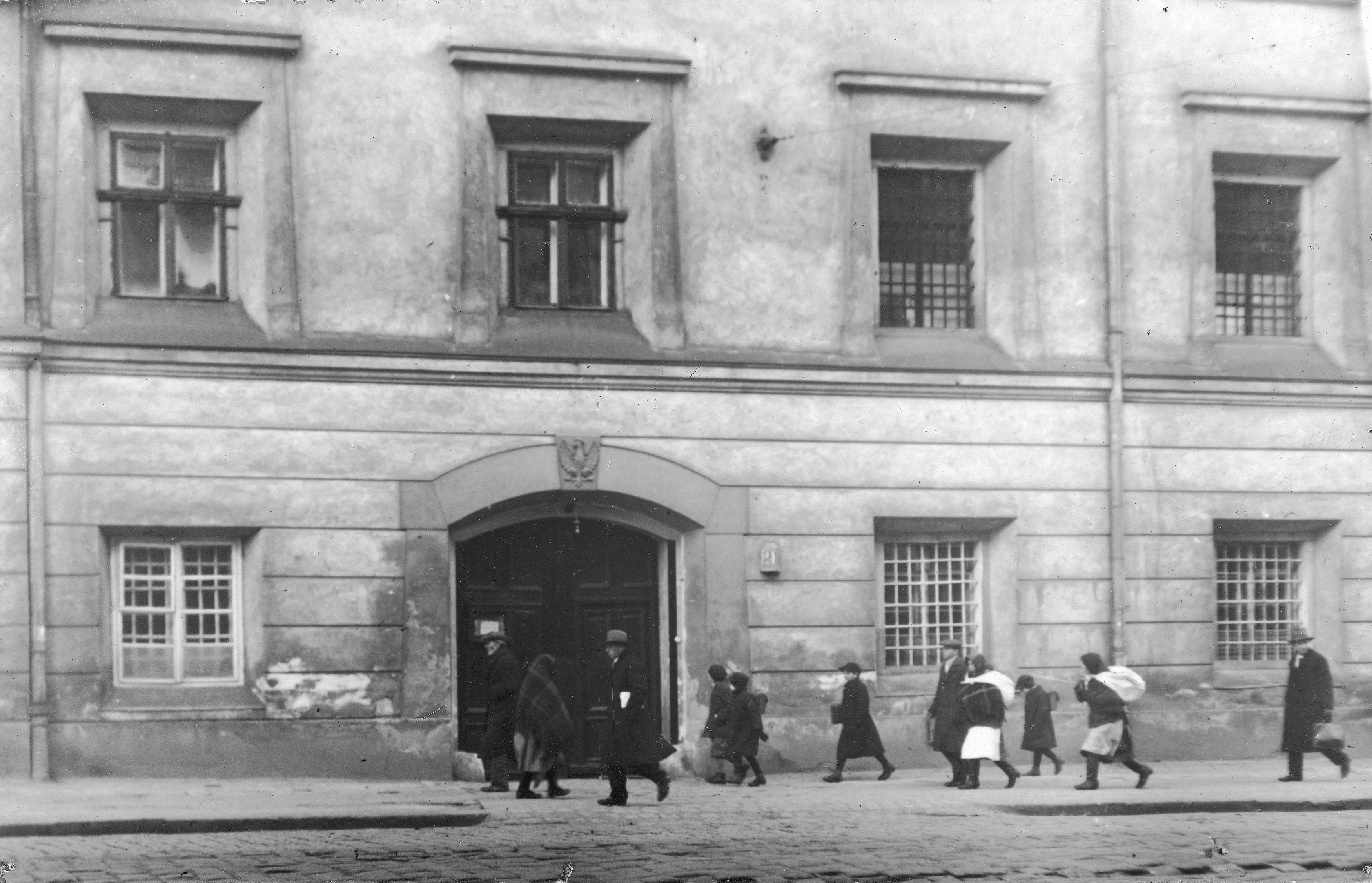
Budynek więzienia Brygidki przy ulicy Kazimierzowskiej we Lwowie, 1934

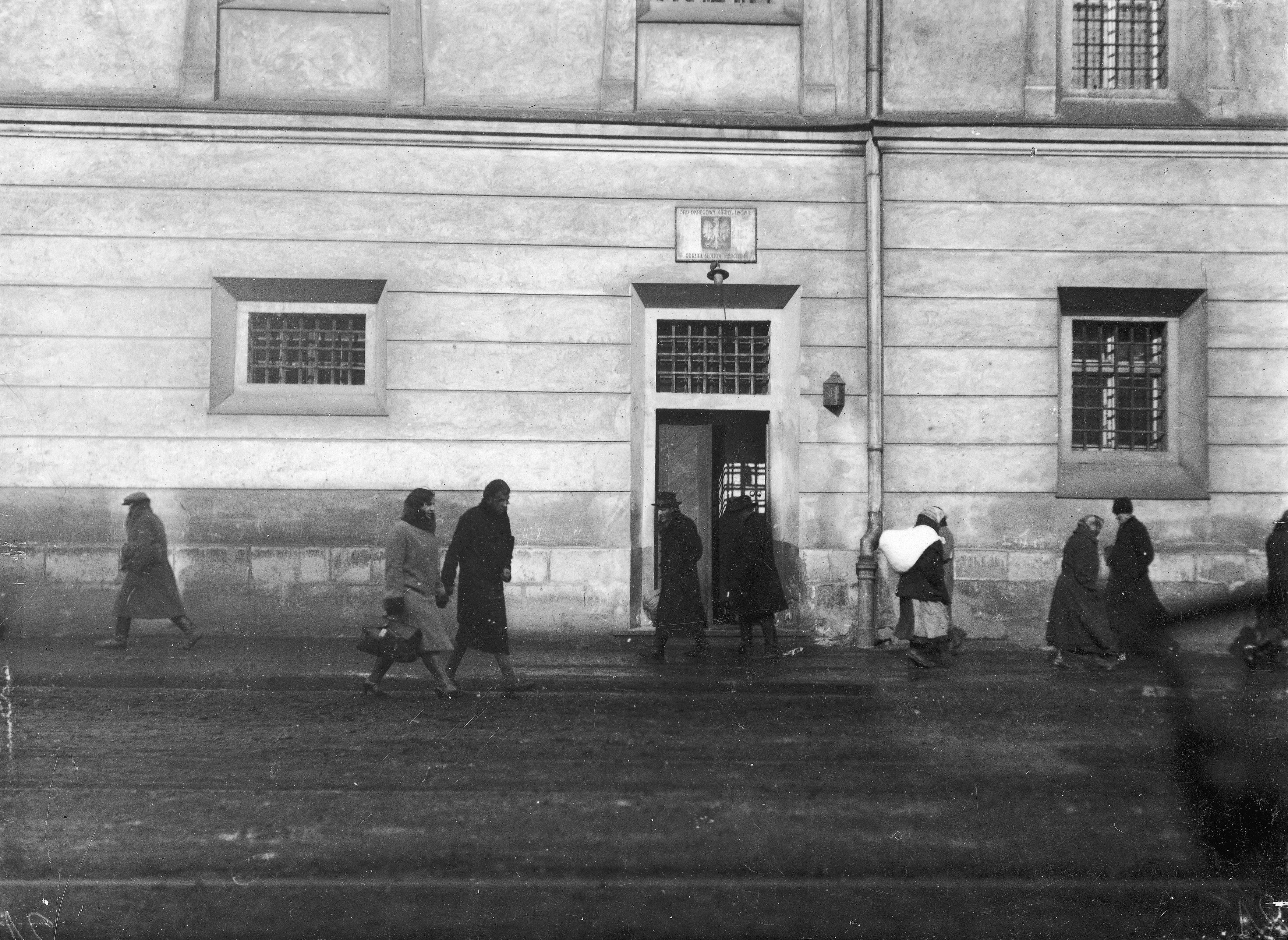
Wejście do Sądu Okręgowego Karnego we Lwowie znajdującego się obok więzienia, 1934

Renesansowy gmach został zbudowany w 1614 dla żeńskiego zakonu św. Brygidy. Istniejąca przy budynku kaplica św. Piotra do dziś spełnia swoją pierwotną rolę, natomiast budynek klasztorny, po likwidacji zakonu w 1784, został zamieniony na więzienie kryminalne.
Przy burzeniu zabudowań pod koniec 1913 zachowano kościół klasztoru Brygidek. Po I wojnie światowej więzienie zamieniono na polityczne.
Brygidki były jednym z kilku miejsc we Lwowie, gdzie po wybuchu wojny niemiecko-sowieckiej w czerwcu 1941 roku NKWD dokonało masowego mordu więźniów politycznych. W ostatnich dniach „pierwszej okupacji sowieckiej” w więzieniu przetrzymywano prawdopodobnie około 4 tys. osób. Wieczorem 23 czerwca sowiecka straż opuściła gmach, ryglując bramy i pozostawiając osadzonych w zamkniętych celach. Następnego poranka więźniowie wyłamawszy drzwi cel wydostali się na wewnętrzny dziedziniec, jednakże tylko kilkuset z nich zdołało wydostać się poza teren więzienia. 25 czerwca na Brygidki powrócili enkawudziści, którzy przystąpili do systematycznej eksterminacji osadzonych. W ciągu czterech dni zamordowano co najmniej 2 tys. więźniów. Stosy trupów odnalezione później w piwnicach Brygidek liczyły po 4–5 warstw. Przed opuszczeniem Lwowa przez Sowietów gmach więzienia został podpalony. Prawdopodobnie ogień podłożyli enkawudziści, chcąc w ten sposób zatrzeć ślady zbrodni. Część źródeł sugeruje jednak, że „Brygidki” zostały podpalone przez samych więźniów już po odejściu Sowietów, gdyż ocalali z masakry nie chcieli dopuścić, aby więzienne akta dostały się w ręce nadciągających Niemców.
W więzieniu zginęli prawdopodobnie gen. dyw. Wojciech Rogalski i Kazimierz Kott, szef PLAN-u.
Straconych i zmarłych w więzieniu chowano w nieoznakowanych mogiłach na Cmentarzu Zamarstynowskim. Do ewakuacji zwłok z Brygidek i ich pochówku użyto Żydów, których uprzednio posądzono o kolaborację z władzami sowieckimi i odpowiedzialność za mordy w więzieniach. Wielu Żydów zostało podczas usuwania zwłok brutalnie zamordowanych przez Niemców i nacjonalistów ukraińskich. Mordy więzienne stanowiły podłoże do dokonania pogromu na Żydach we Lwowie, podobnie jak i w innych miastach, gdzie miały miejsce mordy w więzieniach. W czasie pogromu we Lwowie zginęło około 5 tys. Żydów.

## Upamiętnienie
Martyrologia Polaków osadzanych i zamordowanych przez  funkcjonariuszy NKWD została upamiętniona po 1990 roku na Grobie Nieznanego Żołnierza w Warszawie napisem na jednej z tablic:  „MONTELUPICH / BRYGIDKI / ZAMEK LUBELSKI / 1939 – 1945".